# Jerolim Kavanjin
Jerolim Paško Kavanjin (Split, 4. veljače 1641. – Split, 29. studenog 1714.), hrvatski pjesnik poznoga baroka, iz splitske plemićke obitelji Kavanjina. Pradjed je Viktora Capogrossa.
Splitski bogataš i plemić, potomak pohrvaćene talijanske porodice Cavagnini. Istakao se istodobno kad i Ignjat Đurđević: početkom XVIII. stoljeća. U ljetnikovcu na Braču (Sutivan), kamo se povukao nakon odvjetničke i vojničke karijere, piše najopširnije djelo starije hrvatske književnosti (32 724 stihova!), "Poviest vanđelska bogatoga a nesretna Epuluna i ubogoga a čestita Lazara". Kasniji priređivači su to djelo, prema podnaslovu u izvorniku, nazvali "Bogatstvo i uboštvo". Djelo je religiozno-filozofski ep pjesnički nekonzistentan, ali stilski znakovit. Umjesto splitskom čakavštinom, pisan je ijekavsko-ikavskom štokavštinom.
Izražavajući duh filozofskih kretanja XVII. i XVIII. stoljeća, ova "enciklopedija u stihovima" (Josip Aranza) svoju baroknu duhovnost usmjerava spoznaji života i ljudskog bitka u dvojnoj naravi ljudskoj i božanskoj. Pored klasične humanističke, latinske i talijanske književnosti (Dante), Biblije i drugih religioznih spisa, pored povijesnih autora: Konstantina Porfirogeneta, Popa Dukljanina, i Mavra Orbinija, Dubrovčani su bili temeljna Kavanjinova lektira - među njima prije svih Junije Palmotić i Ivan Gundulić.
Kavanjinova ulica nalazi se u strogom splitskom središtu, nasuprot Starom placu. Njegovi stihovi uklesani su u mramornoj ploči na nekih deset minuta hoda od crkvice sv. Nikole na Marjanu.

## Poveznice
- Ljetnikovac Jerolima Kavanjina u Sutivanu